# 乌鲁木齐八一中学
43°48′22″N 87°37′34″E / 43.80620°N 87.62622°E
乌鲁木齐八一中学，是位于新疆乌鲁木齐天山区青年路15号的一所全日制完全中学，属自治区直属重点学校。

## 特色
1947年5月，中国人民解放军120师359旅随军子弟学校成立，时称贺龙子弟学校。1949年，学校随军进疆，校名改为新疆军区八一子弟学校。后又改为新疆军区子女学校。1964年10月，移交地方管理，定现名八一中学。1981年起，学校开展语文学科教材教法改革实验。1998年，学校开始九年义务教育阶段的整体改革实验。